# Estació de trens de Leudelange
L'Estació de trens de Leudelange (en luxemburguès: Gare Leideleng; en francès:  Gare de Leudelange, en alemany: Bahnhof Leudelingen) és una estació de trens que es troba a Leudelange al sud-oest de Luxemburg. La companyia estatal propietària és Chemins de Fer Luxembourgeois. L'estació està situada en el ramal ferroviari de la línia 70 CFL, que connecta la ciutat de Luxemburg amb el sud-oest del país.

## Servei
Leudelange rep els serveis ferroviaris pels trens de Regionalbahn (RB) amb relació a la línia 70 CFL entre Ciutat de Luxemburg i Athus.